# HMNZS Rimu
HMNZS Rimu – nowozelandzki trałowiec z okresu II wojny światowej, jedna z trzynastu zbudowanych jednostek typu Castle. Okręt został zwodowany 9 września 1941 roku w stoczni Seager w Auckland, a w skład Royal New Zealand Navy wszedł w lipcu 1942 roku. Jednostkę wycofano ze służby w 1955 roku.

## Projekt i budowa
Konstrukcja okrętu oparta była na projekcie brytyjskich trałowców typu Castle, budowanych masowo z okresie I wojny światowej. Z planowanych siedemnastu jednostek tego typu ukończono trzynaście, z kadłubem o drewnianym poszyciu wykonanym z agatisa, z zastosowaniem metalowych wręg.
HMNZS „Rimu” został zwodowany 9 września 1941 roku w stoczni Seager w Auckland, a do służby w Marynarce Wojennej wszedł 15 lipca 1942 roku.

## Dane taktyczno-techniczne
Długość między pionami okrętu wynosiła 38,1 metra, szerokość 7,16 metra i maksymalne zanurzenie 4,27 metra. Wyporność standardowa wynosiła 447 ton, a pełna 635 ton. Okręt napędzany był przez maszynę parową potrójnego rozprężania o mocy 480 KM, do której parę dostarczał jeden cylindryczny kocioł, opalany węglem. Prędkość maksymalna napędzanej jedną śrubą jednostki wynosiła 10 węzłów.
Uzbrojenie artyleryjskie składało się z pojedynczego 12-funtowego działa uniwersalnego kalibru 76 mm (3 cale) QF HA L/40. Małokalibrową broń przeciwlotniczą stanowiło pojedyncze działko automatyczne Oerlikon kal. 20 mm L/70. Wyposażenie przeciwminowe stanowiły trały morskie.
Załoga okrętu składała się z 42 oficerów, podoficerów i marynarzy.

## Służba
„Rimu” pełnił służbę w RNZN najdłużej ze wszystkich trałowców typu Castle (wraz z „Hinau”), oznaczony początkowo znakiem burtowym T18, zmienionym następnie na T402 i od 1950 roku na P402. Ostatnie lata okręt spędził w rezerwie, a z listy floty spisano go w 1955 roku. Jednostka została zatopiona jako okręt-cel 21 sierpnia 1958 roku, nieopodal wyspy Cuvier.